# Западноанатолийские культуры
Западноанатолийские культуры (греч. Πολιτισμός της Δυτικής Ανατολίας, Πολιτισμός της Δυτικής Ανατολίας; тур. Batı Anadolu Uygarlığı, Batı Anadolu kültürü (в археологии) и Antik Anadolu halkları (в историографии и культурологии)) — условное наименование культур западного побережья Малой Азии и ряда Северо-Восточных Эгейских островов эпохи раннего бронзового века (около 3000 — 1200 гг. до н. э.). До настоящего времени западноанатолийская культура изучена плохо — в основном имеются данные по таким крупным памятникам, как Троя, Бейджесултан, Лимантепе; среди менее известных — Тепекуле, Байраклы (в городской черте города Измир), Паназтепе в устье реки Гедиз, и ряд других.

## Дохеттский период
В эпоху неолита западная Анатолия была источником нескольких волн миграции земледельческих культур на Балканы, Киклады и Крит. Заметно сходство между дворцом раннего слоя Бейджесултана, с одной стороны — и более поздними минойскими дворцами, с другой.
В энеолите — раннем бронзовом веке (1-я половина 3 тыс. до н. э.) западноанатолийский культурный круг включал часть материковой Греции (Македонию) и острова Эгейского моря с образованием балкано-дунайского комплекса культур (Троя 1, Езеро и др.), при этом остаётся открытым вопрос о направлении миграции (из Анатолии в Европу, как в неолите, или же в обратном направлении). Позднее, с ростом влияния культур центральной Анатолии (хаттов, затем хеттов), происходит упадок западноанатолийских городов.

## Соперничество с хеттами и распространение хеттского влияния
В хеттский период западноанатолийские города вновь играют важную роль, соперничают с хеттами. Среди важных соперников и/или торговых партнёров Хеттской империи упоминаются федерация Ассува, которую победил Тудхалия IV (от её названия, по-видимому, происходит слово Азия), и страна Арцава, позднее известная как Лувия. Среди городов этих стран упоминаются Таруиса и/или Вилуса (отождествляются с Троей и/или Илионом, при этом остаётся открытым вопрос, один это был город или два разных), Миллаванда (Милет), остров Лацпас (Лесбос) и др. При этом, по мере приближения Троянской войны, западноанатолийские города вновь попадают под влияние континентальной Греции — на этот раз ахейцев. Правители Таруисы/Вилусы, упоминаемые в хеттских надписях, носят греческие имена (напр. Алаксандус, то есть Александр), хотя материальная культура города является типично анатолийской и отличается от ахейской.
После Троянской войны многие западноанатолийские города окончательно приходят в упадок. Население прибрежной Анатолии, известное как «народы моря», массово переселяется сначала в Египет, затем расселяется по другим странам Средиземноморья. Интересно отметить, что в составе народов моря мигрируют и победившие их ахейцы/данайцы. Согласно древнегреческим источникам, после Троянской войны началась засуха, которая побудила население Трои покинуть свои земли

## Этнический состав
Этнический состав западноанатолийского населения И. М. Дьяконов условно обозначает как «протолувийский» (учитывая, что в дальнейшем местное население было ассимилировано лувийцами). «Протолувийские» имена идентифицируются по клинописным записям торговой общины центральной Малой Азии.
После распада Хеттской империи или даже ранее население запада Малой Азии ассимилируют носители лувийских языков, в результате чего возникают новые народы — лидийцы, ликийцы, карийцы и ряд других. В то же время, среди этих народов какое-то время продолжают жить и некоторые автохтонные народы, прежде всего пеласги. В результате двух сопутствующих факторов — массовой греческой колонизации западного побережья Анатолии в античный период и персидского завоевания малоазийских государств — местная материальная культура окончательно утрачивает индивидуальные черты и вытесняется греческой.